# Озеро Самотності
О́зеро Самотності (лат. Lacus Solitudinis) — відносно невелике місячне море, розташоване на краю зворотного боку Місяця. Координати центра — 27°31′ пд. ш. 103°53′ сх. д. / 27.52° пд. ш. 103.88° сх. д., максимальний розмір — близько 120 км.
Північніше озера розташований кратер Перельман (лат. Perel'man), на північному заході — борозна Зігфріда (Rima Siegfried) і кратер Скалігер (Scaliger), на заході — кратер Тіціус (Titius), на півдні — кратер Паркхерст (Parkhurst).

## Назва
Вперше Озеро Самотності було відзначено на карті «Maps of Lunar Hemispheres», виданій Антоніном Рюклом у 1972 році[джерело?]. У 1976 році цю назву затвердив Міжнародний астрономічний союз.

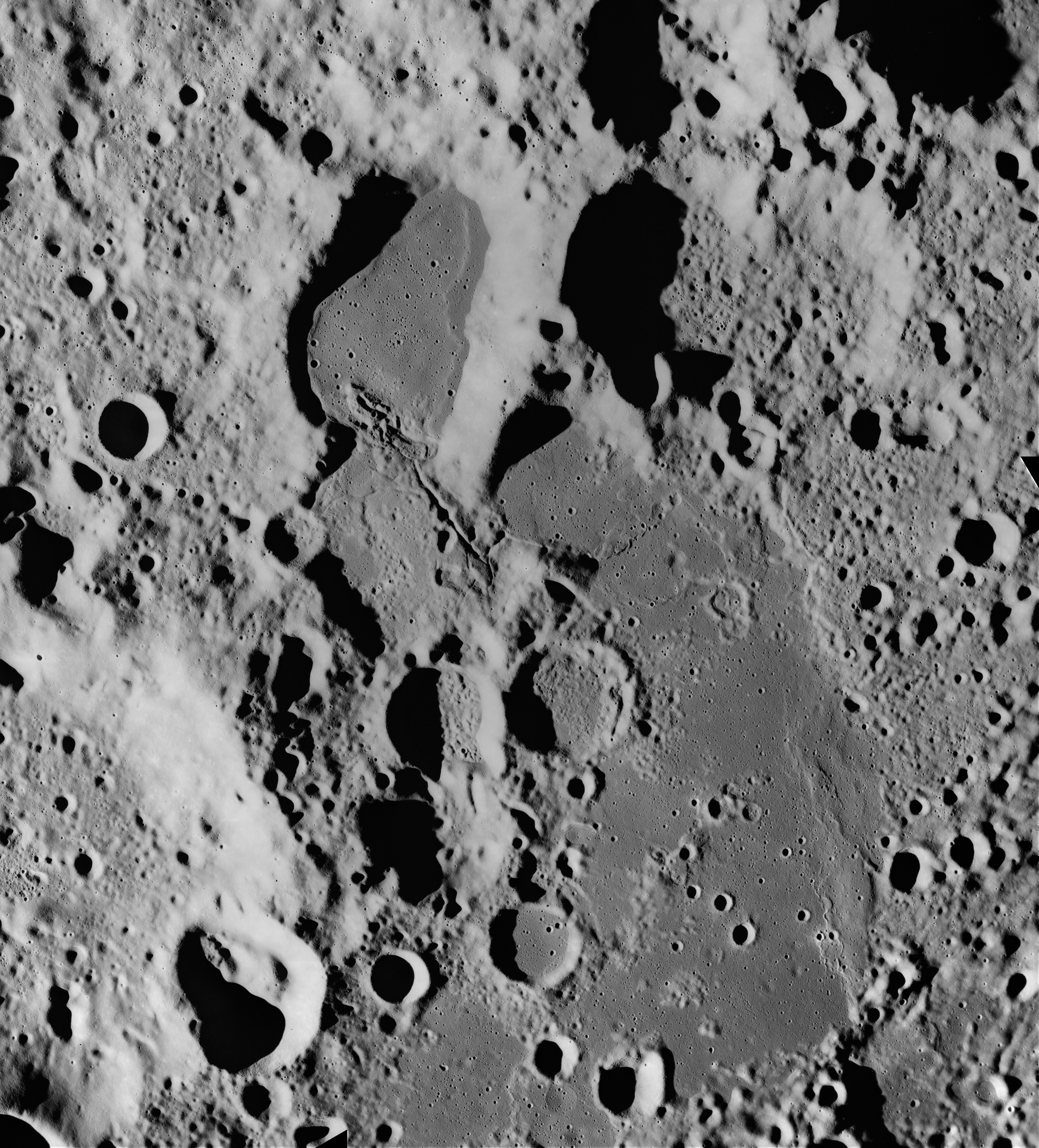
Знімок «Аполлона-15» (1971).
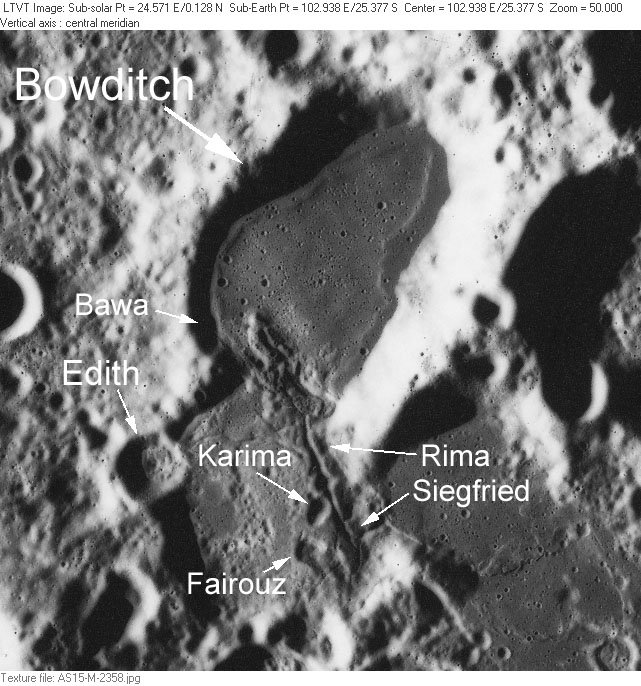
Карта околиць північної частини озера